# Le Baron de la terreur

Le Baron de la terreur (El Barón del terror) est un film mexicain réalisé par Chano Urueta, sorti en 1962.

## Synopsis
Un Baron condamné à être brûlé vif durant l'inquisition en 1661 revient sur terre 300 ans plus tard pour se venger des descendants de ceux qui l'ont mis à mort.

## Fiche technique
- Titre : Le Baron de la terreur
- Titre original : El Barón del terror
- Titre international : The Brainiac
- Réalisation : Chano Urueta
- Scénario : Federico Curiel et Adolfo López Portillo
- Production : Abel Salazar
- Musique : Gustavo César Carrión
- Photographie : José Ortiz Ramos
- Montage : Alfredo Rosas Priego
- Décors : Javier Torres Torija
- Pays d'origine :  Mexique
- Format : Noir et blanc - 1,33:1 - Mono - 35 mm
- Genre : Horreur, science-fiction
- Durée : 77 minutes
- Date de sortie : 9 novembre 1962 (Mexique)

## Distribution
- Abel Salazar : Baron Vitelius d'Estera
- Ariadna Welter : la mauvaise fille (seconde victime)
- David Silva : l'inspecteur
- Germán Robles : Indalecio Pantoja / Sebastian de Pantoja
- Luis Aragón : le professeur Saturnino Millán
- Mauricio Garcés : le médecin
- Ofelia Guilmáin : Señora de Luis Meneses
- René Cardona : Baltasar de Meneses / Luis Meneses
- Rubén Rojo : Reinaldo Miranda / Marcos Miranda
- Carlos Nieto : Francisco Coria
- Carlota Solares : une citadine
- Magda Donato : une citadine
- Federico Curiel : le détective
- Magda Urvizu : Maria de Pantoja
- Miguel Brillas : le maître d'hôtel